# Kysyl Asker
Der Kysyl Asker (kirgisisch Кызыл Аскер, „Rotarmist“, auch Kyzyl Asker) ist ein Berg im Tian Shan an der kirgisisch-chinesischen Grenze.

## Lage
Der Kysyl Asker ist mit einer Höhe von 5842 m der dritthöchste Berg im westlichen Teil des Kakschaaltoo. Er liegt im Hauptkamm der Gebirgskette. Der Pik Dankow (Dankowa), höchster Berg im westlichen Kakschaaltoo, liegt knapp 30 km östlich. Vom Kysyl Asker zweigt ein kurzer Bergkamm nach Norden ab. Die Nordwestflanke des Kysyl Asker bildet das Nährgebiet des Kysyl-Asker-Gletschers.